# Spodnje Koseze
Spodnje Koseze je naselje v Občini Lukovica.
Leta 1798 se je v Bokšetovi hiši v Spodnjih Kosezah rodil slovenski pravnik in pesnik Jovan Vesel Koseski, ki je po naselju prevzel svoje ime (Koseski).